# Scaptocnemis segregis
Scaptocnemis segregis là một loài bọ cánh cứng trong họ Bọ hung (Scarabaeidae).